# 坎波贝洛 (南卡罗来纳州)
坎波贝洛（英文：Campobello），是美国南卡罗来纳州下属的一座城市。城市类型是“Town”。其面积大约为2.79平方英里（7.23平方公里）。根据2010年美国人口普查，该市有人口502人，人口密度约为每平方 英里179.8人（约合每平方公里69.42人）。